# Zend Framework
Zend Framework — свободный фреймворк на PHP для разработки веб-приложений. На данный момент - переименован в The Laminas Project, который является продолжением развития Zend Framework.
Основывается на принципах MVC. Помимо MVC-компонентов содержит множество библиотек, полезных для построения приложения, например, реализованы компоненты для интеграции со сторонними сервисами — YouTube, del.icio.us и другими. Начиная с версии 1.6 поставляется с JavaScript-фреймворком Dojo, а также включает в себя компоненты для работы с ним. В сентябре 2012 года вышла версия 2.0 (Zend Framework 2).
Заявляются следующие характеристики:
- все компоненты написаны на полностью объектно-ориентированном коде PHP 5 и E_STRICT-совместимы;
- архитектура «слабого связывания» с минимальными зависимостями между частями проекта (англ. use-at-will architecture with loosely coupled components and minimal interdependencies);
- расширяемая реализация MVC, по умолчанию поддерживающая макеты и PHP-шаблоны;
- поддержка различных СУБД, включая MariaDB, MySQL, Oracle Database, IBM DB2, Microsoft SQL Server, PostgreSQL, SQLite и Informix;
- формирование, отправка и получение почтовых сообщений по протоколам mbox, Maildir, POP3 и IMAP4;
- гибкая система кэширования с поддержкой различных типов — в памяти или в файловой системе.